# 대전역 가락국수

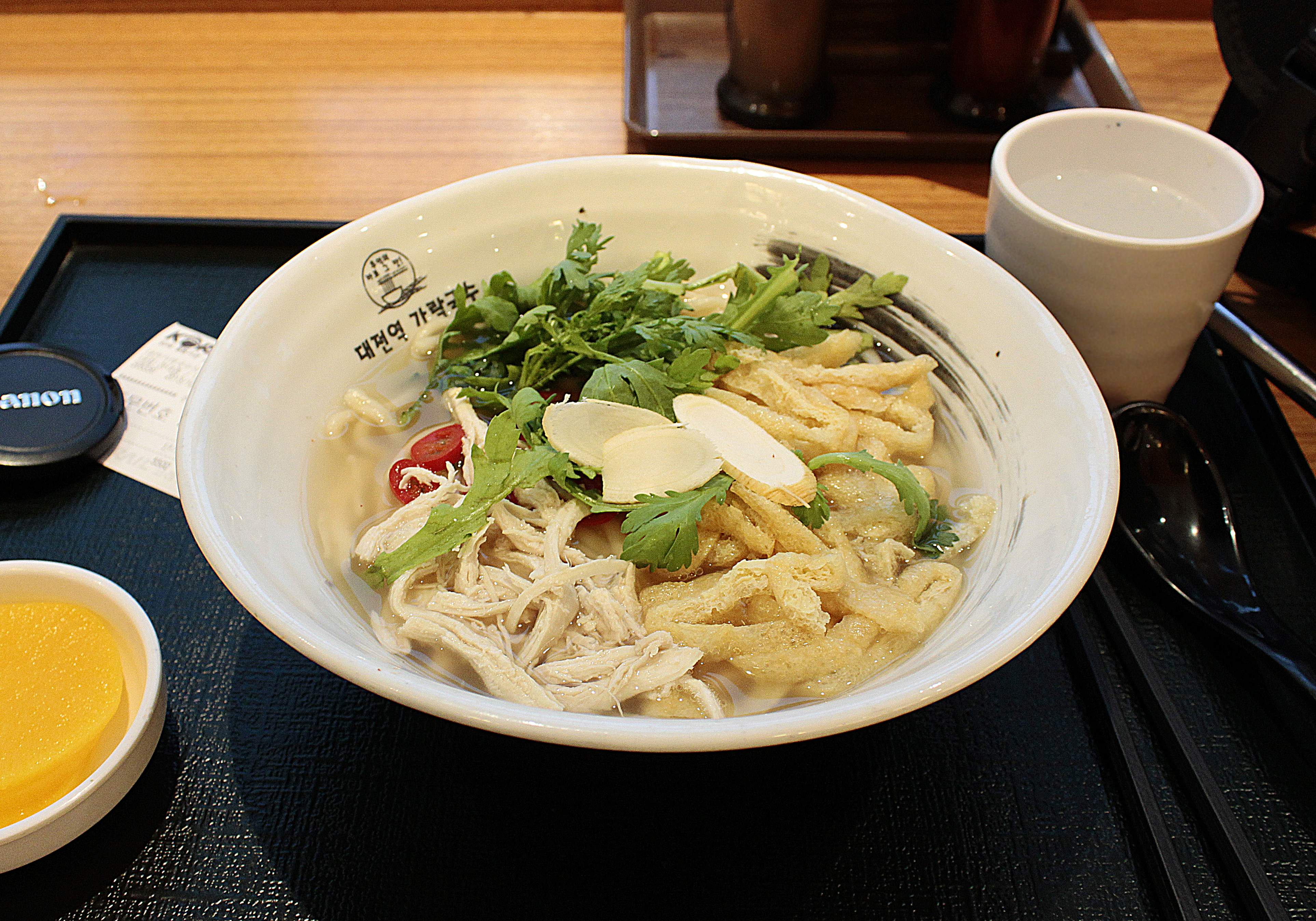
대전역 가락국수

부산과 목포를 직통으로 연결하게 되어 있는 과거 대전역의 호남선 분기구조는 대전역 가락국수를 명물로 만드는 데 큰 기여를 했다.

대전역 가락국수(大田驛 - )는 예로부터 대전역의 승강장에 설치된 식당에서 팔고 있는 가락국수이며, 동시에 대전역의 명물이기도 하다.

## 역사
경부선과 호남선의 옛 분기 구조에서 기인하는데, 일제강점기에 조선총독부에서 호남지역 곡물을 부산으로 이동시켜 수탈해 가기 쉽게 하기 위하여 호남선의 선구가 경부선의 대전역에서 부산 방향을 향하도록 호남선을 부설하였다.
그러다 보니 서울에서 호남선을 이용하여 호남 지방으로 가려면 현재와는 달리 대전역까지 갔다가 대전역에서 기관차의 방향을 반대로 바꿔서 가는 것이 불가피하였고, 이 작업이 오랜 시간을 소요하기 때문에 그 시간을 노려서 대전역에서 잠시 내린 후 승강장의 식당으로 가서 가락국수를 시켜먹는 사람들이 많이 있었다.
이 때문에 대전역 가락국수는 자연히 대전역의 명물이 되었다. 그 후 호남선이 대전역을 경유하지 않고 대전조차장에서 서대전역으로 분기하는 구조로 바뀐 현재까지도, 승강장에서 도착 열차 대기 중 대전역 가락국수를 찾는 사람들이 있고, 환승열차 30분 대기 중에 가락국수를 찾는 고객들도 이를 많이 이용하고 있다.
가락국수는 대전역뿐만 아니라 경부선에서 장항선이 분기하는 천안역, 중앙선에서 태백선과 충북선이 분기하는 제천역, 경부선에서 대구선이 분기하는 대구역이나 동대구역 등에서도 팔았다.

## 같이 보기
- 대전 부르스
- 대전역
- 가락국수
- 성심당